# Distrito de Ite
El distrito de Ite es uno de los tres que conforman la provincia de Jorge Basadre, ubicada en el departamento de Tacna en el sur de Perú.

## Historia

### Época Precerámico
Las pocas investigaciones sobre Ite, nos remonta a los periodos más antiguos de la ocupación. Se estima que el proceso en Ite alcanza los 8000 años a. C. y es continuo hasta la llegada de los españoles, extendiéndose hasta la actualidad.
El litoral de Ite, en los periodos preceramicos habría sido habitado por sus recursos marinos y lomas, estas condiciones medioambientales permitieron la presencia de población hasta los periodos posteriores, tal como sostiene en sus estudios, Danielle Lavallé.

### Periodo Arcaico y Formativo
En este periodo arcaico y formativo, las poblaciones tuvieron varios avances, principalmente de instrumentos de producción. La población de entonces estuvo más vinculada al aprovechamiento de las lomas, el sitio más representativo está en el cerro Alfarillo, donde se han descubierto cementerios y asentamientos formativos.

### Ocupación Inca
Los incas tuvieron una fuerte presencia en el litoral de Ite, no solo para aprovechar los recursos de lomas, sino en la recolección de los recursos marinos. De esta época existen además áreas de petroglifos que destacan por su carácter iconográfico, con una ubicación estratégica en los caminos.

### Época Republicana
Según el investigador David Rendón en marzo de 1869 una horda de 40 chilenos desembarcan en Morro de Sama para trasladarse hasta Ite, matando a tres italianos y dos peruanos.
La creación política del distrito de Ite data del 26 de abril de 1961, mediante Ley N.º 13660, promulgada posteriormente con fecha 12 de junio del mismo año, por el presidente Constitucional de la República Don Manuel Prado Ugarteche, y el ministro Ricardo Elías Aparicio. 
Su Capital es el pueblo del mismo nombre y actualmente sus anexos son: Camiara, Talamolle, Alfarillo, la Sopladera, Miramar, Casa Blanca, San Isidro, Nuevo Ite, El Mirador, Centro poblado Menor las Vilcas, Pampa Baja y Pampa Alta.
Durante la guerra del pacífico, el periódico arequipeño "Eco del Misti", en su tomo 110 de fecha 21 de agosto de 1879 (extraído del portal de datos abiertos de la PUCP), señala a un corresponsal de Arica con fecha 9 de agosto, mencionando que el cuerpo militar arequipeño "Batallón Arequipa N°13" ah sido transportado en el navío de transporte "El Talismán" a guarnecer la caleta de Ite. 
El mismo periódico, en su tomo 116 señala correspondencia de fecha 15 de agosto de 1879, mencionan que la a caleta de Ite estaba defendida por el Batallón N.º 9, conocido como 2.º Zepita, y por un escuadrón de tiradores de Tacna (una unidad de infantería ligera), comandados por el coronel Gregorio Albarracín, un importante jefe militar tacneño. 
Tanto la caleta de Ite como la de Santa Rosa estaban a cargo de combatientes arequipeños, quienes estaban armados con fusiles Remington (armas modernas para la época) y mostraban gran entusiasmo.

#### Inicios de la Irrigación
La irrigación de Ite (Irrigación de Tierras Eriazas), nace luego de suceder la reincorporación de Tacna al Perú en 1929, donde los ex plebiscitarios tacneños fueron los primeros colonos de estas tierras erizas entonces, quienes tuvieron que lidiar con las agrestes condiciones del suelo, agua y clima de nuestra tierra, por aquel entonces fue difícil avanzar en el desarrollo de una agricultura eficiente.
Pocos años después, entran en escena los colonos arequipeños, los cuales instalaron los primeros cultivos; dentro de los que se puede mencionar el algodón, la alfalfa, la higuerilla, el maíz, etc. 
Paulatinamente, la agricultura se centró en el cultivo de especies forrajeras debido a la crianza de ganado ovino, cuya explotación tenía como objetivo la producción de leche. Posteriormente, la baja rentabilidad obtenida por los ganaderos de la zona, hizo que estos empezaran el cultivo del ají, el cual inicialmente fue rentable.
A finales de la década de los cincuenta se empezó la construcción de la planta de enfriamiento de leche en Camiara por parte de la empresa Gloria S.A., la misma que empezó acopiar la producción de leche el 1 de julio de 1961. Esta fue la alborada de un nuevo porvenir de Ite; ahora con un mercado seguro.
El agricultor y productor ganadero pudo dedicarse de lleno a esta actividad que resultó rentable, a la vez desarrollar paralelamente el cultivo de otras especies que le permitieran elevar su capacidad económica.
Primero el ají, luego la cebolla de exportación y recientemente el páprika han sido los cultivos mejor adaptados a las condiciones climáticas del distrito.

## Visión
Ite, Distrito ganadero, con potencialidades hidrobiologicas, agroindustriales y turísticas. Ambientalmente sustentable que se ha desarrollado capacidades y oportunidades.

## Gobierno
La máxima autoridad en el distrito es el alcalde distrital, elegido por un periodo de 4 años; en el mismo proceso electoral en el que se elige el alcalde también se eligen a 5 regidores.

## Población
Según los censos del año 2017, el número de habitantes es de 2822, en estos 2 últimos años ha variado poco. Actualmente, la población es de aproximadamente cuatro mil quinientos pobladores, habiéndose registrado una fuerte inmigración, principalmente de las zonas andinas de Tacna y los departamentos de Puno y Arequipa, debido al crecimiento económico de Ite.

## Tradiciones

### Fiestas Religiosas
La población de Ite se caracteriza por ser devoto de varios santos, entre ellos destacan, San José (Pueblo Pampa Alta, 19 de marzo), y San Isidro (15 de mayo, Villa Pampa Baja). 
También, la Virgen de la Asunta (15 de agosto, Pueblo Pampa Alta), Virgen de la Candelaria (5 de febrero, Sector Alfarillo), San Pedro y San Pablo (29 de junio, Balneario Meca), Cruz de Punta Picata (1 de mayo, sector Punta Picata). 
Asimismo, de acuerdo al calendario de la iglesia católica se celebra las fiestas de Semana Santa, Navidad, etc.

## Ubicación geográfica
El distrito de Ite, está situado en la Provincia de Jorge Basadre, distante a 95 km por la vía costanera, al norte del departamento de Tacna, en el límite territorial con Moquegua (provincia de Ilo). 

### Límites
- Este : Distrito de Locumba
- Oeste : Océano Pacífico
- Sur : Distrito de Sama Las Yaras
- Norte : Provincia de Ilo (Moquegua)

## Clima y Temperatura
En general el clima es cálido y con escasa precipitación en la zona. Mientras que la temperatura media registrada es de 19 °C, con valores máximos de 32 °C, para los meses de enero y febrero.
La humedad relativa media es de 72%, con valores máximos de 89% para los meses de septiembre y octubre; con un mínimo de 60% para el mes de febrero.

## Alcalde
- 2023 - 2026 Urbelinda Carmen Chacón Díaz, partido democrático Somos Perú[3]

## Turismo
El distrito de Ite, presenta un hermoso paisaje y mirador natural conformado por el verdor de las parcelas agrícolas, habitada por el ganado vacuno, ovino y caprino. En el horizonte se observa fijamente el mar azul y un cielo totalmente iluminado por los rayos solares. Entre los principales atractivos presenta, los humedales, las playas Meca, Arena Blanca y los restos arqueológicos.
Para recorrer la campiña, los humedales y playas de Ite, puede hacerse de diferentes maneras; la más apropiada es pasear en una camioneta rural o una camioneta 4x4. Sin embargo, resultaría más atractivo y agradable hacerlo a caballo, en cuyo caso existen algunos criaderos de caballos en el distrito.

### Humedales de Ite
Los humedales de Ite están ubicados a 95 km de la ciudad de Tacna, camino al Puerto de Ilo, por la vía costanera, es el principal atractivo en fauna y flora que ofrece la naturaleza en el distrito de Ite. Temporalmente recibe aves migratorias que viajan miles de kilómetros en busca de este hábitat natural.
En este lugar existen lagunas o pantanos de costa, cuyo recorrido se puede realizar por algunas zonas habilitadas (restringidas); otra alternativa es recorrer en pequeñas embarcaciones.
Lamentablemente, estos humedales están contaminados con metales pesados provenientes de los relaves que la compañía minera Southern Peru Cooper Corporation depositó en la bahía de Ite por más de 30 años y por tanto toda la fauna y flora sufre sus efectos.

#### Fauna de los humedales
Se ha determinado la presencia de una fauna típica, entre las especies reportadas en los humedales, se encuentran los siguientes:
Garza blanca
Golondrinas
Gallinuelas
Ibis azul
Pato colorado
Dormilona
Pitotoy grande
Perrito de agua
Tagua andina
Gallinazo
Totorero o trabajador
Pato cabeza blanco
Zambullidor
Pato rana
Chorlos
Gaviota
Garza grande
Pato jergón
Colegial del norte
Pecho rojo
Pato

#### Flora de los humedales
Se caracteriza por presentar en los humedales, una vegetación propia y que hace peculiar a la zona. Entre ellos, podemos encontrar:
Verdolaga, hierba de la culebra
Junco
Grama salada
Totora
Tiquil tiquil
Altamisa
Trébol

### Las Playas
En Ite, de norte a sur encontramos playas de arena fina y mar tranquilo

### Restos Arqueológicos
En recientes exploraciones, especialistas han encontrado restos arqueológicos como herramientas, puntas de proyectiles, petroglifos, textiles y cerámicas, que permitirá construir un museo arqueológico.
Dichos restos se pueden encontrar en diferentes partes del distrito: En el sector Alfarillo se encuentran hachas, martillos, cuchillos de cuarzo, batan lítico. En el lugar denominado Icuy se puede observar esqueletos humanos del periodo formativo, Igualmente atractivos petroglifos grabados en piedras.
En el sector pesquero Punta Picata, se localizan los petroglifos más importantes del distrito. Se encuentran las únicas canteras de conchilla trabajada para bloques de construcción en los periodos prehispánicos.
También se encuentran fragmentos cerámicos, puntas de cuarzo, tejido de esterillas, asentamientos y cementerios de todos los periodos culturales. En la zona de Tacahuay, se puede ubicar fragmentos de olla de hierro, cerámica decorada, puntas de proyectil, cuchillos, herramientas líticas, desconchadotes y objetos metálicos.
En Huaca Luna, se encuentran restos de cerámica y losa colonial, horno colonial de barro, pesas de piedra, cucharas metálicas, pala de cuchara metálica, etc. El sector Cerro Morillo, cuenta con restos óseos, cuentas de turquesa y conchas, platos de piedra, losa y cerámica colonial, borde de vasija, cerámica hecha en torno. 
En Pampa Ite, se encontraron restos de cerámica inca diagnostica dibujada, asentamientos y tambo inca, huesos humanos, desechos de textiles de algodón y yute, cementerio prehispánico de Ite, estructura de piedra del periodo tardío con figuras.
Finalmente, Caleta Meca, fue un asentamiento caracterizado por conchales y tumbas, presenta restos de cerámica decorada y sin decorar de todos los periodos, textiles de algodón en fibra de camélidos, tejidos vegetales o esterillas, restos óseos, etc.
nvbn

### Iglesia San José
La edificación de esta moderna iglesia, se hizo realidad el año 2006, siendo inaugurada el 15 de agosto, con presencia de cientos feligreses del distrito.